# 敘利亞人權觀察站
叙利亚人权观察站（缩写为SOHR)，又译叙利亚人权观察组织，是一家总部设在英国的組織，成立于2006年5月，該組織自稱主要關注叙利亚境內出現的侵犯人权的行为；自2011年叙利亚内战以来，許多媒體經常援引該組織發佈的死傷人數。  有人認為該組織支持叙利亚反对派並且反對前敘利亞總統巴沙尔·阿萨德， 不過該組織對衝突各方（包括以色列）的暴行都有報道。

## 组织
敘利亞人權觀察站的負責人拉米·阿卜杜拉赫曼居住在英國考文垂，總部也設在這裡。阿卜杜拉赫曼是叙利亚遜尼派人士，他在英國開了一家服装店。他原名奥萨马·苏莱曼 (Osama Suleiman)。  在叙利亚期間，他至少入獄三次，後來因為擔心再度被捕而逃往英国。 
2011年12月，阿卜杜拉赫曼接受路透社采访时表示，該組織擁有200名線人，而且至少有6名线人已被杀害。 2012年，南德意志报認為該組織實際上的成員只有阿卜杜拉赫曼一人。2013年4月，纽约时报表示阿卜杜拉赫曼每天都與敘利亞境內的人通電話，他每天都要整理來自230名消息人士的資訊，而且還要交叉比對這些信息來源。
2013年，纽约时报表示，欧洲联盟和一个欧洲国家向拉米·阿卜杜拉赫曼提供小額資金。 Media Lens表示，英国向其提供了通讯设备和摄像机。 

## 准确性
总部设在伦敦的國際特赦組織研究员尼尔·萨蒙兹（Neil Sammonds）表示，“总的来说，涉及平民被殺的來源中，該組織的來源絕對屬於優質來源。” 
不過該組織因為拒絕向外界透露数据來源以及傷亡人數計算方法而受到批评。 